# San Antonio de Los Altos
San Antonio de Los Altos − miasto w północnej Wenezueli, położone na wysokości 1600 metrów, w stanie Miranda. Liczy niespełna 82 000 mieszkańców w głównej mierze pochodzenia europejskiego. W 2010 r. otwarto w mieście stacje na trasie metra w Los Teques.